# Siddhartha (Hermann Hesse)

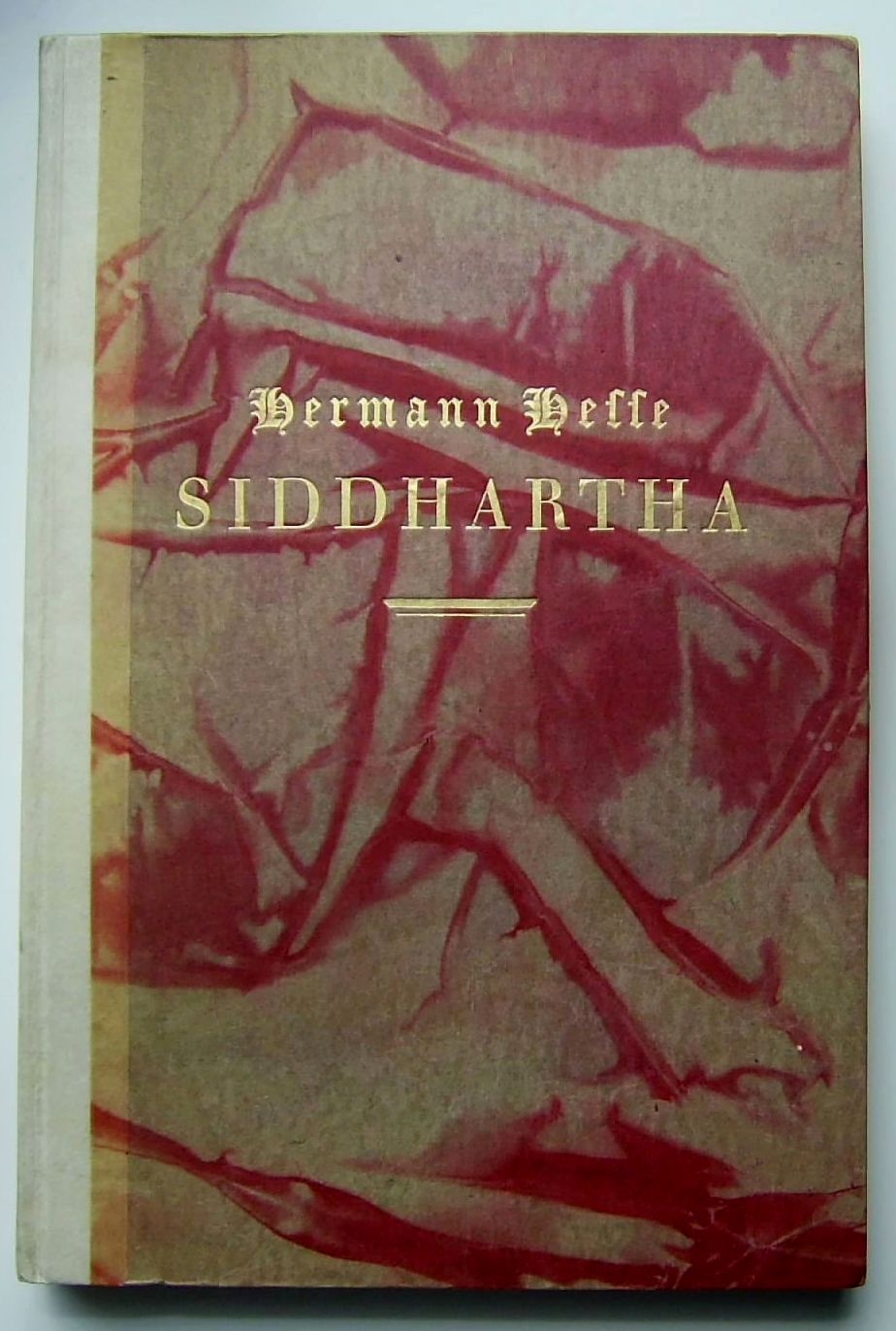
Eines von fünfzig nummerierten und signierten Exemplaren der Vorzugsausgabe

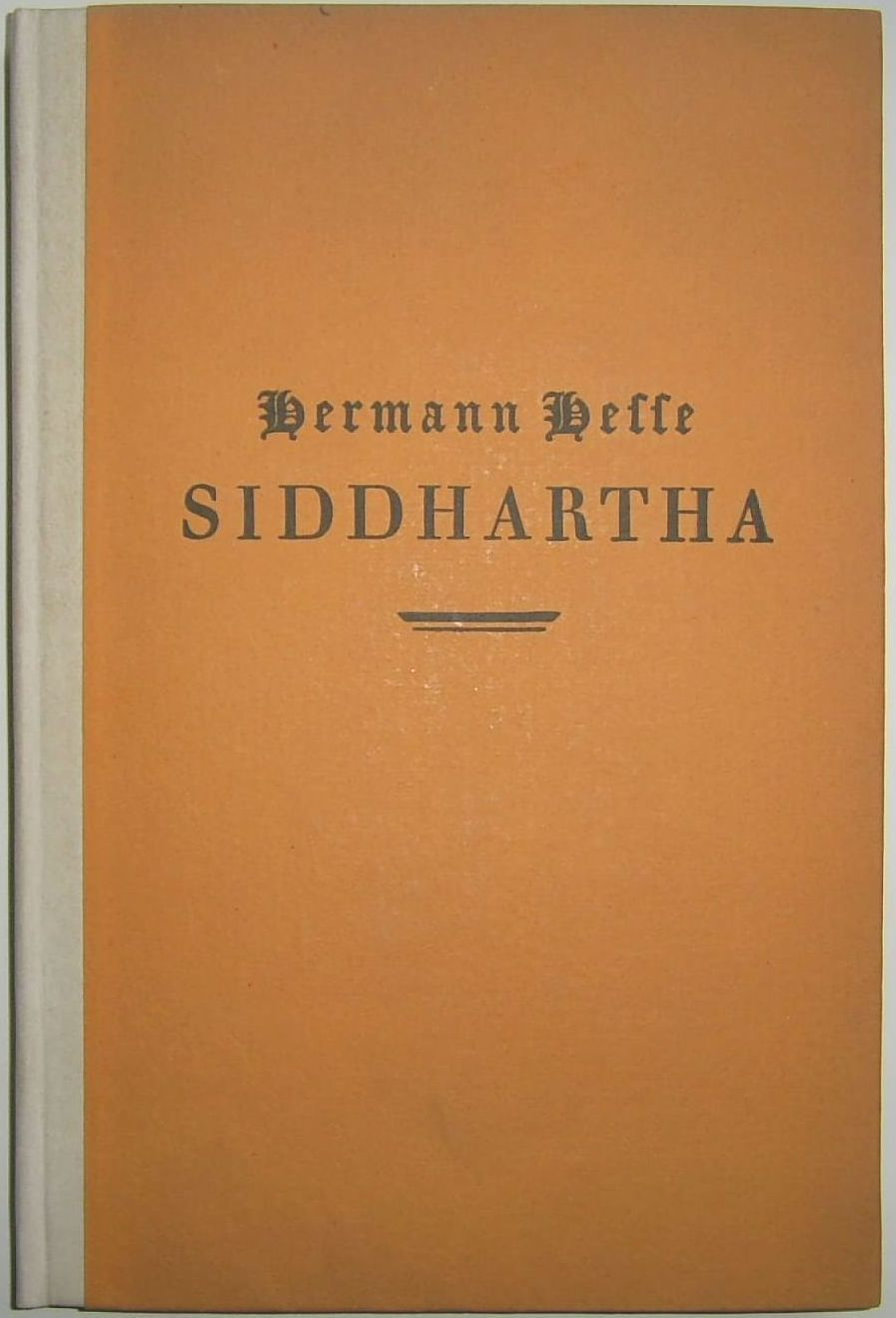
Erstausgabe (1922)

Siddhartha. Eine indische Dichtung ist eine Erzählung von Hermann Hesse, geschrieben in Montagnola in zwei Anläufen zwischen Dezember 1919 und Mai 1922, erstmals als Buch erschienen im Herbst 1922.

## Inhalt

### Siddhartha, der Brahmane
Der Roman spielt im 6. Jahrhundert vor Christus in Indien und handelt von einem jungen Brahmanen namens Siddhartha und seinem Freund Govinda. Von seinem Vater und anderen Priestern lernt er über die Veden deren philosophische Gedanken, religiöse Gebote und Anleitungen zu Gebeten und Ritualen. Weil er sieht, wie sie trotz heiliger Waschungen und Gebete zur Reinigung von den Sünden nicht aus dem Samsara entkommen, widmet er sein Leben der Suche nach dem Atman, dem All-Einen, das in jedem Menschen ist.

### Siddhartha, der Samana
Seine Suche macht aus dem Brahmanen einen Samana, einen Asketen und Bettler. Govinda folgt ihm auf diesem Weg. Siddhartha spürt jedoch nach einiger Zeit, dass ihn das Leben als Samana nicht an sein Ziel bringen wird. Zusammen mit Govinda pilgert er zu Gotama (Hesse verwendet hier die Schreibweise Gotama in Pali, in Sanskrit lautet der Name Gautama), dem Buddha. Doch dessen Lehre kann er nicht annehmen. Siddhartha erkennt zwar, dass Gotama Bodhi erlangt hat und zweifelt die Richtigkeit seiner Lehre nicht an, jedoch glaubt er, diese sei allein für Gotama selbst gültig, man könne nicht durch Lehre Buddha werden, sondern müsse dieses Ziel mittels eigener Erfahrungen erreichen. Aus dieser Erkenntnis heraus begibt er sich erneut auf die Reise und beginnt einen neuen Lebensabschnitt, während sich sein Freund Govinda Gotama anschließt.

### Siddhartha bei den „Kindermenschen“
Intensiv erfährt er nun seine Umgebung und die Schönheit der Natur, welche er zuvor als Samana (die Waldmenschen) in Askese, eher mit Einfachheit und dem Städteverachten wahrnahm. Er überquert einen Fluss, wobei ihm der Fährmann prophezeit, er werde einst zu diesem zurückkehren, und erreicht eine große Stadt. Hier begegnet er der Kurtisane Kamala, die er bittet, seine Lehrerin in der Kunst der Liebe zu werden. Um sich ihre Dienste leisten zu können, wird er Kaufmann. Anfangs sieht er das Streben nach Erfolg und Geld nur als eine wunderliche Eigenart der „Kindermenschen“, wie er die dem Weltlichen ergebenen Menschen nennt. Bald wandelt sich jedoch sein Übermut in Hochmut und er wird selbst den Kindermenschen immer ähnlicher. Erst ein Traum führt ihm dies vor Augen und erinnert ihn wieder an seine Suche nach Erleuchtung.
So verlässt er Kamala, ohne zu wissen, dass diese von ihm schwanger ist, und wandert in dem Gefühl, tiefer als je zuvor ins Samsara, den Kreislauf von Leben und Tod und allen Handelns und Seins, verstrickt zu sein, bis er wieder auf den Fluss trifft, den er lange zuvor überquert hatte. Er steht kurz davor sich zu ertränken, als er erschrocken erkennt, wie weit er sich von seinem ursprünglichen Ziel, dem Erreichen des Nirwana, entfernt hat. Nach einem Selbstmord wäre er nur noch stärker im Samsara gefangen, er würde wiedergeboren und kein Fortschritt wäre erreicht. Zufrieden über diese Wieder-Erkenntnis beginnt er zu meditieren und schläft ein. Beim Erwachen findet er neben sich den Mönch Govinda, der ihn allerdings zunächst nicht erkennt.
Auch Govinda ist noch nicht zum Buddha geworden und zieht nun zusammen mit anderen Anhängern Gotamas durch das Land. Zusammen mit ihm reflektiert Siddhartha über seine bisherigen Wandlungen: „Wo ist der Brahmane Siddhartha? Wo ist der Samana Siddhartha? Wo ist der Reiche Siddhartha? Schnell wechselt das Vergängliche, Govinda, du weißt es.“. Wieder versenkt er sich in die Meditation und spürt, dass er, wie einst nach seiner Trennung von Gotama, wieder ganz am Anfang seiner Entwicklung steht, wieder am Anfang eines neuen Lebens. Deutlicher als zuvor wird ihm die Erkenntnis über die Nichtigkeit des gelehrten Wissens und die Wichtigkeit der Erfahrung zuteil. Seine Gedanken zu diesem Zeitpunkt bilden in vieler Hinsicht gesteigerte Entsprechungen derer, die ihn einst bewogen, sich nicht Gotama anzuschließen, doch während sie damals eher theoretische Erwägungen waren, hat er sie nun, nach seinem Kennenlernen der Welt, unmittelbar erfahren.

### Siddhartha, der Fährmann
Auf der Suche nach einem neuen Weg fühlt sich Siddhartha zum Fluss hingezogen und trifft wieder auf den Fährmann Vasudeva, den er bittet, ihn als Gehilfen anzunehmen. Vasudeva, der ebenfalls die Erleuchtung erreicht hat, lehrt ihn, dem Rauschen des Flusses zu lauschen und von diesem zu lernen.

### Siddhartha, der Vater
Dort am Fluss als Fährmann trifft er Kamala wieder, die sich auf einer Pilgerreise zu dem sterbenden Gotama befindet. Sie führt den gemeinsamen Sohn, der wie sein Vater den Namen Siddhartha trägt, mit sich, wird jedoch am Fluss von einer Schlange gebissen und stirbt, nachdem Siddhartha und Vasudeva versucht haben, ihr zu helfen. Siddhartha nimmt den Sohn auf und möchte ihn, der bisher nur das luxuriöse Leben der Stadt gewohnt ist, Bescheidenheit und Ruhe lehren. Er begeht hiermit aber unwissentlich denselben Fehler, den er einst seinem eigenen Vater vorgeworfen hatte: Siddhartha glaubt, mit Hilfe der Abschirmung von der Welt dem jungen Siddhartha den Weg zur Erkenntnis ersparen zu können und in der Lage zu sein, ihm diese, soweit er sie bereits selbst erreicht hat, zu vermitteln. Angewidert von dem stets milden Verständnis für alle seine Provokationen flieht der Sohn über den Fluss.
Entgegen dem Rat Vasudevas folgt Siddhartha ihm, erkennt jedoch vor der Stadt die Sinnlosigkeit seiner Suche. An der Stätte des ersten Zusammentreffens mit Kamala erkennt er, dass er seinen Sohn loslassen muss, um auf seinem Weg zum Nirwana voranschreiten zu können. Lange Jahre nagt dieser Vorfall an dem sich ausgeglichen wähnenden Siddhartha, bis langsam in ihm die eigentliche Erkenntnis, was Weisheit sei, zu reifen beginnt, und er sich seinem Mentor offenbaren kann. Wieder lehrt ihn dieser, auf den Fluss zu hören und ihn zu beobachten, der sich ständig wandelt und doch immer derselbe Fluss bleibt. Siddhartha erkennt in dem Konflikt sein eigenes Leben wieder, sich selbst als Kind, junger Mann und Greis. Nachdem Siddhartha und Vasudeva Erleuchtung gefunden haben, geht Vasudeva in die Wälder. Siddhartha führt dessen Arbeit als Fährmann fort.

### Siddhartha, der Erleuchtete
In einem letzten Bild zeigt Hermann Hesse noch einmal das Aufeinandertreffen der Jugendfreunde Siddhartha und Govinda, des Vollendeten und des noch immer Suchenden. Dieser Gegensatz, der durch das ganze Buch hindurch in immer wieder anderen Facetten erscheint, hebt sich nun zum Schluss hin auf. Hesse schildert, wie Siddhartha seinem Freund, der Siddharthas Worte anfangs weder verstehen noch glauben kann, für einen Moment Einsicht in die wahre Natur der Dinge vermittelt.

## Die indische Glaubenswelt und die Welt des Daoismus

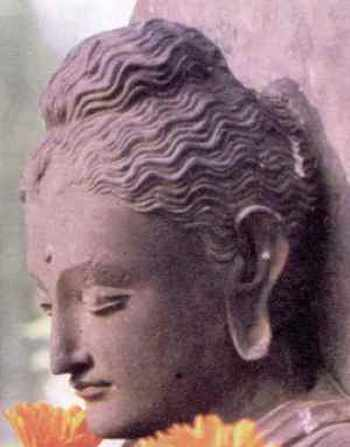
Buddhastatue auf dem Pauenhof in Hamb

Nach vielen Jahren des Studiums Indiens und Chinas näherte Hermann Hesse sich mit diesem Werk vordergründig dem religiösen Indien, wie er in einem Tagebuch 1921 vermerkte. Basierend auf seiner Auseinandersetzung mit dem Geist des Ostens, schuf er mit seiner „indischen Dichtung“ Siddhartha eine prosaische Darstellung aus eigener Sicht.
Viele der Namen sind der indischen Kultur entnommen. Sie enthalten Anspielungen auf die religiösen Vorstellungen sowohl des Hinduismus wie auch des Buddhismus und eröffnen eine weitere Bedeutungsebene in der Erzählung:
- Siddhartha stammt von Siddhartha Gautama, dem Namen des historischen Buddha (wörtl. „der, der sein Ziel erreicht hat“).
- Gotama ist der Name Buddhas in Pali, der Sprache der ältesten überlieferten Texte des Buddhismus.
- Vasudeva ist gemäß der indischen Mythologie der Name des Vaters von Krishna, und somit ein Avatara des Vishnu.
- Govinda ist ein Name Krishnas, wie er beispielsweise im Epos Bhagavad Gita erscheint.
- Kamala ist eine Anspielung auf eines der menschlichen Ziele – die Sexualität – gemäß der hinduistischen Lehre, personifiziert durch Kama, den Gott der Liebe (vgl. Kamasutra).

Die indische Gewandung ist jedoch „nur Kleid“ (Hesse), eine Verhüllung. In Wirklichkeit steht das Werk, wie Hesse selbst sagt, in seinem Sinngehalt näher bei Laozi als bei Buddha.
Das Werk ähnelt, trotz der dichterischen Sprache und des fremden Kulturraums, in seinem Grundaufbau anderen Entwicklungsromanen Hesses wie Demian, Der Steppenwolf, Narziß und Goldmund und Das Glasperlenspiel: Der Suchende, über sich Hinauswachsende, wird dem Stehengebliebenen gegenübergestellt, das vergeistigte dem weltlichen und sinnlichen Leben.

## Buchausgaben
Am 6./7. August 1920 druckte die Neue Zürcher Zeitung den Anfang unter dem Titel „Bei den Asketen“. Die Basler Nachrichten veröffentlichten „Gotama“ am 15. Mai 1921. Im September 1921 erschien in Kurt Wolffs Zeitschrift Genius ein Vorabdruck unter dem Titel „Siddharthas Weltleben. Drei Kapitel aus einer unvollendeten Dichtung“, welches die Kapitel „Kamala“, „Bei den Kindermenschen“ und „Sansara“ enthielt. Der spätere erste Teil wurde im Juli 1922 in der Neuen Rundschau vorabgedruckt, gewidmet Romain Rolland.
Im Oktober 1922 erschien die Erstausgabe im S. Fischer Verlag in einer Auflage von 6050 Exemplaren, nachgedruckt bis 1935. 1931 wurde Siddhartha zusammen mit drei weiteren Erzählungen (Kinderseele, Klein und Wagner, Klingsors letzter Sommer) unter dem Titel Weg nach innen veröffentlicht, in den Neuausgaben 1973 und 1983 ergänzt durch die Tessiner Aufzeichnungen Wanderung und acht Aquarelle Hesses. 1950 gab der Suhrkamp Verlag wiederum eine Einzelausgabe heraus, eine weitere 1969 in der Bibliothek Suhrkamp. Bereits 1967 erschien in Lizenz beim Rowohlt Verlag eine erste Taschenbuch-Ausgabe.
- Siddhartha. Eine indische Dichtung. Fischer, Berlin 1922.
- Weg nach innen. Vier Erzählungen. Fischer, Berlin 1931; Suhrkamp, Frankfurt am Main 1983, ISBN 3-518-04480-X.
- Siddhartha. Eine indische Dichtung. Suhrkamp, Berlin 1950.
- Siddhartha. Eine indische Dichtung. Suhrkamp, Frankfurt am Main 1969, ISBN 3-518-01227-4 (= BS 227).
- Siddhartha. Eine indische Dichtung. Rowohlt, Reinbek 1967 (= rororo 951).
- Siddhartha. Eine indische Dichtung. Suhrkamp, Frankfurt am Main 1974, ISBN 3-518-36682-3 (= suhrkamp taschenbücher. Band 182).
- Siddhartha. Eine indische Dichtung. Mit einem Kommentar von Heribert Kuhn. Suhrkamp, Frankfurt am Main 1998, ISBN 3-518-18802-X (= sbb 2).
- Siddhartha. Eine indische Dichtung. Mit einem Nachwort von Volker Michels. Suhrkamp, Frankfurt am Main 2012, ISBN 978-3-518-46354-3 (= st 4354).

## Verfilmung
Die Erzählung wurde 1972 von Conrad Rooks mit dem Titel Siddhartha verfilmt. Shashi Kapoor spielte Siddhartha.

## Hörspiel / Lesung
- Siddhartha – dreiteiliges Hörspiel – Regie: Leonhard Koppelmann; Mitwirkende: Iris Berben – Erzählerin, Christian Friedel – Siddhartha, der Jüngere, Matthias Koeberlin – Siddhartha, der Vater, Hans Michael Rehberg – Siddhartha, der Erleuchtete, Nora von Waldstätten – Kamala, Ernst Jacobi – Gotama, Michael Altmann – Fährmann, Steffen Siegmund – Govinda (jung), Ulrich Noethen – Govinda (Mann), Wolf-Dietrich Sprenger – Govinda (Greis), Udo Samel – Kamaswami; HR 2016[4]

## Rezension

### Zitate
- Henry Miller: „Einen Buddha zu schaffen, der den allgemein anerkannten Buddha übertrifft, das ist eine unerhörte Tat, gerade für einen Deutschen. Siddhartha ist für mich eine wirksamere Medizin als das Neue Testament.“[5]
- Paulo Coelho: „Diese Geschichte eines Mannes, der gegen die Autorität seines Vaters aufbegehrte und gegen das Schicksal, das die Gesellschaft ihm zugewiesen hatte, ist ein Glanzstück an Weisheit.“[6]
- Julius Bab: „Die Geschichte ist von zauberhafter Wirkung, weil sie nie predigt, weil sie ununterbrochen darstellt und weil im sanft gleitenden Takt in den schaukelnden Wiederholungen der Sprache sich die Ströme und Berge, die Tiere und Menschen des großen Indien spiegeln.“[7]
- Volker Zotz: „In Hesses Gestalt des Siddhartha begegnete dem Buddha ein moderner europäischer Individualist mit seinem Mißtrauen gegenüber Dogmen und Institutionen.“[8]